# Ménoire (Fluss)
Die Ménoire ist ein kleiner Fluss in Frankreich, der im Département Corrèze in der Region Nouvelle-Aquitaine verläuft. Sie entspringt im Gemeindegebiet von Ménoire, entwässert generell in südlicher Richtung und mündet nach rund 15 Kilometern im Gemeindegebiet von Beaulieu-sur-Dordogne als rechter Nebenfluss in einen Seitenarm der Dordogne.

## Orte am Fluss
(Reihenfolge in Fließrichtung)
- La Graffouillère, Gemeinde Ménoire
- Ménoire
- Séruch, Gemeinde Lostanges
- Marscheix, Gemeinde Chenailler-Mascheix
- Chaumeil, Gemeinde Tudeils
- Laroche, Gemeinde Nonards
- Chazoules, Gemeinde Nonards
- Courmas, Gemeinde Beaulieu-sur-Dordogne
- Le Moulin Abadiol, Gemeinde Beaulieu-sur-Dordogne